# The Originals (serie televisiva)
The Originals è una serie televisiva statunitense di genere fantasy, ideata da Julie Plec, trasmessa dal 3 ottobre 2013 al 1º agosto 2018 sul network The CW per cinque stagioni.
Si tratta di uno spin-off della serie televisiva The Vampire Diaries, il cui backdoor pilot è stato trasmesso il 25 aprile 2013 come ventesimo episodio della quarta stagione della serie principale.
La serie è ambientata nel quartiere francese della città di New Orleans e segue le vicende dell'ibrido originale Klaus Mikaelson e della sua famiglia.

## Produzione

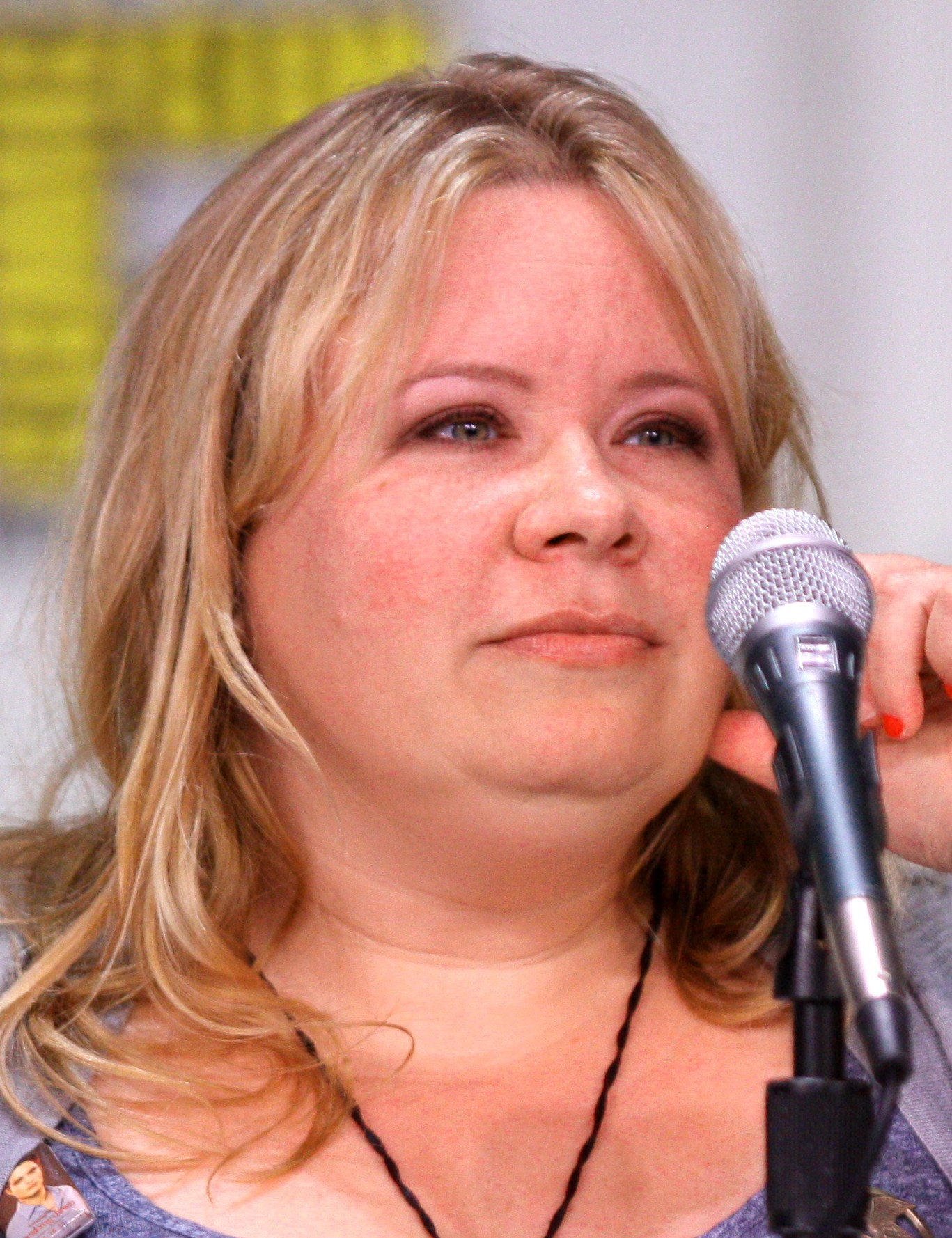
Julie Plec

Dawn Ostroff, presidente entertainment della CW nel 2010, ha dichiarato che vi era la possibilità che uno spin-off venisse realizzato nel corso degli anni. Nel 2011 le basi per uno spin-off erano state fondate, ma il progetto non è andato in porto come programmato, in quanto Kevin Williamson era impegnato con la serie televisiva The Secret Circle.
L'11 gennaio 2013 la CW ha annunciato che il 25 aprile dello stesso anno sarebbe stato trasmesso un backdoor pilot dal titolo The Originals, che sarebbe stato la base per il potenziale spin-off. Il 26 aprile 2013, a seguito dei buoni ascolti ottenuti dal pilot, Mark Pedowitz, presidente della CW, ha dichiarato: «Non appena abbiamo visto la puntata di ieri sera di The Vampire Diaries, abbiamo capito che volevamo più The Originals», confermando così la produzione della serie.
Michael Narducci, già scrittore e produttore di The Vampire Diaries, ha deciso di seguire Julie Plec e lavorare al progetto come produttore. Ad affiancare la Plec alla produzione esecutiva vi sono Leslie Morgenstein (Gossip Girl, The Vampire Diaries) e Gina Girolamo (The Secret Circle). Il creatore di The Vampire Diaries Kevin Williamson non è stato coinvolto alla realizzazione della serie in quanto impegnato alla produzione di The Following.

### Rinnovi
Il 13 febbraio 2014 la serie è stata rinnovata per una seconda stagione, la quale ha debuttato il 6 ottobre dello stesso anno. In data 11 gennaio 2015, The CW ha rinnovato The Originals per una terza stagione, trasmessa a partire dall'8 ottobre dello stesso anno. In data 19 gennaio 2016, la serie è stata rinnovata per una quarta stagione, che a luglio dello stesso anno è stata confermata essere composta da 13 episodi invece di 22. La stagione ha debuttato il 17 marzo 2017. In data 10 maggio 2017, The Originals è stata rinnovata per una quinta e ultima stagione.

### Casting
Joseph Morgan e Phoebe Tonkin, rispettivamente Klaus ed Hayley Marshall di The Vampire Diaries, furono i primi ad entrare nel cast dello show nell'autunno 2012. Nei mesi successivi si aggiunsero Daniel Gillies, interprete di Elijah, Daniella Pineda nel ruolo della strega rivoluzionaria Sophie e Charles Michael Davis, già noto per aver lavorato a Grey's Anatomy, nel ruolo di Marcel. La giovane strega Davina viene interpretata dall'attrice Danielle Campbell, già nota per aver recitato in Prison Break, mentre il ruolo della giovane studentessa di psicologia, Camille, viene assegnato a Leah Pipes. Inoltre, fa parte del cast anche Claire Holt, anche lei presente in The Vampire Diaries, nel ruolo di Rebekah, sorella minore di Klaus ed Elijah. Claire Holt aveva già lavorato con l'attrice Phoebe Tonkin nella serie televisiva H2O.
Durante la seconda stagione entra nel cast principale Yusuf Gatewood nel ruolo dello stregone Vincent Griffith, mentre a partire dalla terza stagione entra nel cast principale Riley Voelkel nel ruolo della strega Freya Mikaelson, primogenita di Esther e Mikael.
A partire dalla quinta stagione entrano nel cast principale Danielle Rose Russell nel ruolo di Hope Mikaelson e Steven Krueger in quello di Josh Rosza.

### Riprese
Il backdoor pilot fu girato tra New Orleans, in Bourbon Street, e gli studi di The Vampire Diaries ad Atlanta in Georgia. Le riprese del resto degli episodi si svolgono a partire dall'estate 2013 a New Orleans.

## Trama
Niklaus Mikaelson è l'ibrido appartenente alla famiglia dei Vampiri Originali che si trasferisce dalla cittadina di Mystic Falls (Virginia) a New Orleans, città che lui e i suoi fratelli contribuirono a costruire ma che poi abbandonarono per fuggire dal loro padre Mikael, il quale dava loro la caccia. 

### Prima stagione
Dopo essere tornato a New Orleans, Klaus cerca di conquistare la fiducia di Marcel, consegnandogli suo fratello Elijah, mentre trama alle sue spalle per riprendersi il controllo della città. Rebekah, non sentendo Elijah per tutta l'estate, decide di andare a New Orleans per cercarlo e Klaus le illustra i suoi piani. Quando Rebekah scopre che l'arma segreta di Marcel che lo rende tanto potente è una giovane strega di nome Davina, tenuta al sicuro dal vampiro ed avente i poteri di quattro streghe, Klaus si convince a lavorare per salvare il fratello e si serve di Camille per spiare Marcel. 

Davina ha un colloquio con Elijah e i due fanno un patto: se lo lascerà andare, lui gli porterà alcune pagine del grimorio di sua madre Esther. Inoltre i fratelli Mikaelson scoprono che la missione di Sophie Deveraux e delle streghe è di trovare Davina ed ucciderla, in modo da completare il rituale del Raccolto, capace di conservare il potere delle streghe e di riportare in vita coloro che sono state sacrificate nel processo. Poiché Sophie aveva mentito, i fratelli decidono di rompere il legame con Hayley, che viene in seguito rapita da Tyler Lockwood, arrivato in città per vendicarsi di Klaus, il quale aveva ucciso sua madre. Klaus affronta Tyler sconfiggendolo, ma decide di risparmiarlo. Hayley una volta in salvo ed aver scoperto che il sangue della figlia crea ibridi, supportata da Elijah, accusa Klaus di voler usare la bambina per creare un esercito di ibridi, provocando una lite tra fratelli.

 Nel frattempo Marcel convince Rebekah, con la quale in passato ha avuto una relazione, a tradire Klaus e viene informato da Tyler sulla gravidanza di Hayley. Tuttavia il piano fallisce, Klaus ritorna ad essere il re di New Orleans e quando si riunisce coi fratelli è addolorato dal tradimento di Rebekah e dalla lite avuta con Elijah, ma questa volta non pugnala i fratelli e dà il pugnale ad Elijah, dopodiché, si allontana insieme a Hayley.
 In seguito, anche se Klaus ed Elijah riescono a riappacificarsi, Rebekah trama ancora contro Klaus, prima con Davina e poi con Thierry, un vampiro di Marcel, che però la tradisce. 
 Nel frattempo Davina è costretta a sacrificarsi nel rituale delle streghe per evitare che il suo potere distrugga New Orleans. Completato il Raccolto però le ragazze sacrificate non tornano in vita per colpa di un incantesimo di una strega di nome Sabine, in realtà Celeste, fidanzata di Elijah durante il 1800, la quale morì per colpa di Klaus. Al posto delle ragazze tornano in vita altre streghe, che vogliono vendicarsi dei Mikaelson e infatti riescono a rapire Klaus e Rebekah, così Elijah decide di uccidere tutte le streghe per salvare i fratelli. 
 Genevieve, una delle streghe che vuole vendicarsi di Rebekah per averla uccisa, rivela a Klaus il segreto di Rebekah e Marcel, cioè che hanno chiamato loro Mikael nel 1919. 
Marcel uccide una delle streghe risorte riportando Davina in vita e intanto Klaus, furioso per aver scoperto del tradimento di Rebekah, tenta in tutti i modi di ucciderla, ma poi decide di lasciarla libera, quindi Rebekah si allontana da New Orleans. 
Elijah tenta di stringere un trattato di pace tra le fazioni della città ma, comprendendo che c'è troppo odio e risentimento, decide di allearsi con Klaus che intanto si è accordato con i licantropi della Mezzaluna. 
Klaus tenta di fare gli anelli lunari per i licantropi insieme a Genevieve, con cui aveva sviluppato una relazione, ma la strega lo tradisce e dà gli anelli ai Guerrera, che rivelano la loro natura di licantropi, e lega il potere degli anelli a Klaus, che soffre ogni notte di luna piena perché gli anelli traggono potere direttamente da lui. Le streghe, per completare il Raccolto, tentano di sacrificare la figlia di Klaus e di Hayley, appena nata e uccidono Hayley, ma la ragazza risorge come ibrido grazie al sangue della bambina che scorreva in lei. 
Klaus, Elijah e Hayley, grazie anche al tempestivo aiuto di Marcel, uccidono Genevieve e le altre streghe, salvando la bambina; inoltre Klaus perdona Marcel. Per proteggere la bambina, chiamata Hope, Klaus e Hayley decidono di allontanarla dalla città e l'affidano a Rebekah.

Intanto il Velo tra il mondo ultraterreno e il nostro si indebolisce e Davina, contattata dal fantasma di Mikael, riesce a riportarlo in vita grazie alla nascita miracolosa di Hope. 
Al contempo, anche Esther e Finn riescono a ritornare in vita approfittando dell'indebolimento del Velo, e sono più decisi che mai a sconfiggere Klaus, Elijah, Rebekah e Hope.

### Seconda stagione
Sei mesi dopo l'affido di Hope a Rebekah, Klaus, Elijah e Hayley sono alla ricerca di un piano per distruggere la famiglia dei Guerrera, ancora a New Orleans e ancora con gli anelli lunari, i quali indeboliscono l'ibrido Originale ad ogni luna piena. In una di queste notti decidono di attaccarli con l'aiuto di Marcel, così Francesca e la sua famiglia vengono annientati e tutti gli anelli distrutti. 

Davina, nella soffitta della chiesa di Sant'Anne, tiene rinchiuso Mikael, cercando un modo per liberare Marcel e Josh dal legame di sangue che entrambi hanno con Klaus, al fine di uccidere quest'ultimo. 
Intanto, Esther, Finn e Kol sono tornati in vita. Dopo che Elijah incontra Mikael, Klaus ha un incontro anche con la madre, nel corpo dell'ultima ragazza del raccolto, Cassie. Così, Elijah e Klaus capiscono che ora hanno a che fare con i loro genitori, soggetti che devono eliminare al più presto. Dopo una cena di famiglia, i due fratelli originali scoprono la resurrezione di Finn, presente alla cena, e anche di Kol, assente. Ma è Davina ad incontrarlo e, ignorando la sua vera personalità, inizia a provare dei sentimenti per lui. 

Mikael e Klaus, dopo che quest'ultimo ha capito che Davina aveva nascosto sia il padre che il paletto di quercia bianca, hanno un duello che si conclude con Klaus che riesce a pugnalare il padre con la lama di Papà Tunde. In quell'occasione, l'ibrido scopre inoltre il volto di Kol. Quando Klaus, però, si accorge che la lama non ha avuto l'effetto sperato sul padre, il quale ha anche rapito Cami nel frattempo, è costretto a cercarlo. Quando lo trova, i due si scontrano di nuovo ma, stavolta, Klaus viene pugnalato con il paletto di quercia bianca. Tuttavia, Davina riesce temporaneamente ad annullare la magia del pugnale dando a Cami il tempo di estrarlo. Anche Hayley e Marcel corrono in soccorso e Mikael è costretto alla fuga.

Nel frattempo, Elijah viene catturato dalla madre, che nel frattempo ha preso un altro corpo. Esther gli ricorda avvenimenti passati al fine di persuaderlo a trasferirsi in un corpo umano, per far sì che i vampiri spariscano dalla faccia della Terra. Klaus, alla ricerca di Elijah, ha un incontro con il suo vero padre, Ansel, deceduto più di mille anni prima e riportato in vita dalla madre. Capendo il trucco di Esther, Klaus non si lascia trasportare dai suoi sentimenti e lo uccide dopo aver appreso che Ansel sapeva dell'esistenza di Hope. 

Jackson racconta a Hayley di un rituale mistico tra due alfa che potrebbe dare gli stessi poteri dei due sposi al branco e quindi, nel caso di Hayley, tutti i lupi mannari non necessiterebbero più degli anelli lunari. 
Rebekah, con Hope, viene localizzata da Esther ed è quindi costretta a nascondersi. Elijah, Klaus e Hayley la raggiungono; Elijah e Cami restano con Hope mentre Rebekah, in seguito ad una decisione di Klaus, viene trasferita nel corpo di una strega mentre a Esther viene data una scelta: divenire un vampiro o morire. 
Finn, dopo essere stato catturato con Kol, spiega a Klaus che la loro sorella maggiore, Freya, non è morta di peste come si pensava, ma che la loro zia Dahlia l'aveva sottratta alla madre in seguito ad un debito che Esther aveva con la sorella, dopo aver ricevuto un incantesimo per diventare fertile. Con quell'incantesimo, tutti i primogeniti della famiglia Mikaelson sarebbero stati presi da Dahlia e, per questo motivo, Esther voleva uccidere Hope, terrorizzata da un possibile ritorno della sorella. 

Rebekah, intanto, viene bloccata nella villa della vedova Fauline, trasferita da Kol nel corpo della strega Eva Sinclair. Lì incontra una ragazza che, dopo averla liberata, rivela di chiamarsi Freya. In una serie di eventi, Finn scopre che la madre ha voluto diventare un vampiro rinnegando i suoi stessi princìpi. Finn maledice Kol bloccandolo nel suo corpo umano e successivamente muore, perdonato dai suoi fratelli. 

Freya libera dunque Vincent, il quale ospitava Finn dalla fine della prima stagione. Freya informa la famiglia di aver vissuto con Dahlia per anni e che, essendo la zia la strega più malvagia e potente che abbia mai visto, presto sarebbe arrivata per prendere la piccola Hope. La famiglia Mikaelson tenta dunque di combattere Dahlia utilizzando le sue debolezze. Per scoprirle, Klaus finge di allearsi con Dahlia, avallando una maledizione su Hayley e tutto il suo branco che li condanna a rimanere bloccati in forma animale. Al terzo tentativo dei Mikaelson di distruggere la zia, che provoca la seconda morte di Mikael, Dahlia muore definitivamente.

### Terza stagione
A New Orleans arrivano nuovi personaggi: Lucien Castle (il primo vampiro di Klaus), Aurora de Martel (la prima vampira di Rebekah) e suo fratello maggiore Tristan de Martel (il primo vampiro di Elijah). Ognuno di loro è allarmato da una profezia di una chiaroveggente di Lucien: i tre vampiri Mikaelson rimasti in vita moriranno entro un anno: uno per mano di un nemico, uno per mano di un amico e uno per mano di un familiare. 
La famiglia Originale è divisa, Elijah non perdona Klaus, il quale chiede il professionale aiuto di Cami, finalmente laureata, per trovare un modo di rimediare ai torti commessi verso il fratello. Freya si integra bene in famiglia. 
Davina, leader delle streghe, viene attaccata da una strega, Kara, che non approva la sua leadership e, per punirla, libera Hayley e i lupi mannari dalla maledizione imposta da Dahlia per farle uccidere la strega in questione, ma Hayley viene assalita da altre streghe e così, alla fine, deve ucciderne ben dodici, compreso il suo bersaglio. Il figlio della donna, Van, è convinto della colpevolezza di Davina e mira a smascherarla. 
Tristan e Lucien sembrano provocare rispettivamente i loro sire inducendoli a pensare ad un possibile tradimento del fratello. Lucien, inoltre, è a capo di un'azienda che compie esperimenti soprannaturali misteriosi mentre Tristan è a capo della Strige, la più antica e potente organizzazione mondiale di antichi vampiri al mondo e annette ad essa anche Marcel, il quale decide di infiltrarsi per scoprire cosa potrebbe uccidere Klaus e quindi provocare la sua morte. Alla fine si scopre che i due, per evitare il compiersi della profezia (che porterebbe le morti di tutti i vampiri del mondo, loro inclusi), intendono rinchiudere i tre Mikaelson con un oggetto capace di creare un eterno confine inviolabile, sigillandoli per l'eternità. 
Aurora, nel frattempo, torna e cerca di riprendersi ciò che mille anni prima fu suo: l'amore di Klaus, amore che Elijah distrusse per vendicarsi dopo aver scoperto, per errore, dell'omicidio di Esther commesso da Klaus. I fratelli appianano le divergenze per sopravvivere. 
Lucien abbandona l'alleanza perché non può fidarsi di Tristan, che ha sempre odiato profondamente, a causa della devozione di quest'ultimo per sua sorella Aurora. 
Rebekah, nel corpo della strega Eva, viene uccisa da Aya e, risvegliatasi nel suo vero corpo, viene pugnalata con un paletto maledetto che la paralizza. 
Marcel e Vincent, per proteggere Davina dalla Strige, che vuole sfruttarla per attivare la Serratura (l'oggetto sigillante), aiutano Van a smascherarla, così Davina viene bandita dalle congreghe e spogliata del ruolo di reggente, che passa a Vincent. 
Aurora sembra poter ricominciare con Klaus, ma dopo aver fatto gettare Rebekah in fondo all'oceano, l'ibrido la minaccia. Aurora, gelosa anche di Camille, decide di ucciderla perché ha capito che Klaus è innamorato di lei, ma Klaus la salva. Alla fine Cami, soggiogata da Aurora, dopo aver visto chiaramente che Klaus l'ama, si suicida accanto a lui ed entra in transizione. Sebbene all'inizio decida di morire,cambia idea e diventa un vampiro dopo aver aiutato Klaus, Elijah e Freya a usare la Serratura su Tristan. Quest'ultimo, in precedenza aveva ucciso Jackson davanti ad Hayley per sigillarlo e rendere inutile il potere dell'oggetto su di loro, per poi scaricarlo nell'oceano. 
Inoltre, Davina, con l'aiuto delle streghe, riesce a spezzare il legame tra Klaus e tutta la sua discendenza. Questo incantesimo crea un rilascio di potere che la giovane strega usa per riportare in vita il suo amato Kol. 
Lucien riesce a diventare un vampiro super potenziato che è in grado di uccidere gli Originali a causa del veleno di licantropo che circola in lui, il primo a morire è Finn poi viene la morte di Camille.
Kol nel frattempo lotta contro gli Antenati senza sosta ma alla fine perde il controllo e uccide Davina. 
Klaus, Elijah e Hayley in un tentativo disperato eliminano Lucien grazie a Freya la quale usa la sua magia per annullare il vampiro potenziato, sacrificando l'anima di Davina. Vincent e Kol raggiungono gli Antenati dall'Altra Parte e così hanno modo di ricongiungersi a Davina la quale dopo un romantico addio con Kol decide di sacrificarsi e distruggere gli Antenati. 
Marcel nel frattempo preso dalla rabbia per la morte delle sue amiche decide di diventare una Bestia assumendo il siero di Lucien, così finalmente ha la sua vendetta contro gli Originali, avvelenando prima Kol ritenendolo responsabile della morte di Davina e poi Elijah il quale gli ha strappato il cuore dal petto, accelerando la sua trasformazione.
Klaus con un'azione disperata salva la sua famiglia si consegna a Marcel il quale usa l'arma di Papa Tunde su Klaus, facendolo entrare in uno stato di prigionia mentale. Freya invece crea una specie di Piano Astrale dove lei e i suoi fratelli, compresa Rebekah, possono restare insieme. Mentre Klaus è imprigionato e torturato, Hayley promette di riuscire a salvare la sua famiglia, portandoli via da New Orleans in cerca di un'altra cura.

### Quarta stagione
Sono passati cinque anni da quando i Mikaelson sono stati sconfitti da Marcel e quest'ultimo, con l'aiuto di Vincent, ha trasformato New Orleans in una comunità unita dove vampiri e streghe sembrano andare d'accordo. 
Hayley vive in una casa nei boschi insieme a Hope e durante questi cinque anni è riuscita a trovare una cura per il pugnale maledetto che affligge Rebekah e un antidoto per il veleno di Marcel, così risveglia i Mikaelson, che liberano Klaus dai sotterranei della vecchia villa di famiglia a New Orleans. 
Marcel avrebbe potuto anche ucciderli, ma preferisce lasciarli vivi per dimostrare a loro, e anche a se stesso, di non essere un assassino senza scrupoli come i Mikaelson, ritenendo che la punizione migliore per loro è quella di convivere con l'umiliazione che la famiglia Mikaelson non ha più potere. 
Kol e Rebekah partono perché vogliono essere liberi, mentre Hope e Klaus cercano di recuperare il tempo perduto, ma la piccola Mikaelson viene presa di mira dal Vuoto, un potere che anni prima Vincent aveva evocato. Il Vuoto in realtà è lo spirito di Inadu, la malvagia strega antenata di Hope e Hayley, che diede vita alla maledizione della licantropia. Diverse streghe nel quartiere avevano iniziato a venerare il culto del Vuoto, e infine Inadu ritorna a vivere quando le sue quattro ossa (tra cui la lama di Papa Tunde) vengono ricongiunte. 
Hayley e Elijah intanto iniziano una relazione, ma per Hayley diventa sempre più difficile convivere con l'idea di amare un individuo sanguinario come lui. Freya si innamora di Keelin, giovane ragazza lupo, e le due intraprendono una storia d'amore. 
Marcel accetta di collaborare con i Mikaelson per eliminare Inadu, inoltre lui e Rebekah (che ritorna a New Orleans insieme a Kol) capiscono di amarsi ancora. Inadu cerca un alleato in Kol e per questo riporta in vita Davina vincolandola a lei, quindi nel caso in cui Inadu dovesse morire anche Davina farebbe la medesima fine. Kol però convince Hope a sciogliere il legame che univa Davina e Inadu, e quest'ultima viene uccisa da Hayley. 
Purtroppo i problemi non finiscono, infatti lo spirito di Inadu prende possesso di Hope, e ora il Vuoto semina il panico a New Orleans con il sostegno dei suoi fedeli, ma Marcel si avvicina a Hope e le fa perdere i sensi con della polvere soporifera, mentre Elijah uccide tutte le streghe fedeli al culto del Vuoto. 
Come spiega Vincent l'unico modo per salvare Hope dal Vuoto è quello di estrarlo dal suo corpo affinché venga assorbito da quattro vampiri suoi consanguinei, ovvero Klaus, Rebekah, Elijah e Kol, e non solo, purtroppo per evitare che il Vuoto riacquisti il suo potere i quattro fratelli dovranno restare gli uni separati dagli altri per sempre, e non potranno più avvicinarsi a Hope dato che il Vuoto brama di ripossederla. Ottenuto il consenso dei Mikaelson, Vincent con un incantesimo libera Hope dal Vuoto facendo sì che i quattro Originali lo assorbano, e Klaus accetta l'estremo sacrificio di non poter mai più rivedere la sua amata figlia. 
Marcel decide di lasciare New Orleans insieme a Rebekah e i due si trasferiscono a New York, ma non prima di cancellare (con l'aiuto di Vincent) la memoria a Elijah, dato che quest'ultimo temeva che proprio la sua ossessione per la famiglia avrebbe permesso al Vuoto di manipolarlo.

### Quinta stagione
Sono passati sette anni, Hope ora è un'adolescente che studia alla Salvatore Boarding School, gestita da Caroline Forbes e Alaric Saltzman, è da tanto che Klaus non si mette più in contatto con lei, inoltre Kol e Davina si sono sposati, mentre Elijah vive a Manosque insieme alla sua fidanzata, il vampiro Antoinette. 
Marcel viene lasciato da Rebekah e quindi torna a New Orleans, dove il vampiro Greta si è accerchiata di fedeli, creando la setta dei Notturni che considera i vampiri come una razza superiore. 
Hope "rapisce" sua madre per attirare l'attenzione di Klaus e farlo tornare a New Orleans, ma Roman, un vampiro compagno di scuola di Hope, rapisce Hayley, tra l'altro sia Roman che Antoinette sono i figli adottivi di Greta, la quale odia Klaus che nel 1933 le uccise il marito, August Muller. 
Grazie all'aiuto di una strega, Greta vincola la parte di licantropo di Hayley trasformandola in un vampiro, ne segue uno scontro tra le due ed entrambe muoiono bruciate vive dal sole. Elijah era presente allo scontro e avrebbe potuto salvare Hayley, ma non avendo nessun ricordo della ragazza e trovandosi lì solo per proteggere Roman su richiesta di Antoinette, decide di lasciar morire Hayley. Hope decide di liberare il padre e gli zii dal Vuoto interiorizzandolo lei stessa, inoltre restituisce a Elijah i suoi ricordi. Elijah non riesce a convivere con il rimorso di aver lasciato morire Hayley, mentre Emmett, un altro vampiro fedele a Greta, prende il comando dei Notturni, seminando morte e paura a New Orleans. 
Hope non riesce a contenere il potere del Vuoto e, nella speranza di lenire il dolore, prova anche ad usarlo su Roman per torturarlo e giustiziarlo, ma poi decide di risparmiarlo dato che pure lui è stato manipolato da sua madre. 
I Notturni catturano Marcel per estrarre dalle sue zanne il suo veleno, capace di uccidere anche gli Originali, ma Josh riesce a salvarlo, venendo però ucciso da uno dei Notturni. 
Antoinette decide di aiutare i Mikaelson a sconfiggere i Notturni e li conduce in una trappola nella chiesa di St. Anne, dove Hope li uccide tutti con la magia del Vuoto, ma senza volerlo uccide anche un umano che era lì presente, Bill, attivando così il gene della licantropia. 
Freya chiede a Keelin di sposarla e a celebrare il loro matrimonio sarà Kol. Hope a breve morirà perché il Vuoto la ucciderà quando lei si trasformerà in un lupo per la prima volta, così Josie e Lizzie la liberano dal Vuoto facendo sì che Klaus lo assorba: il suo piano è quello di morire con il Vuoto, usando l'ultimo paletto di legno della quercia bianca. 
Rebekah decide di non scappare più via dall'amore e dalla felicità, e accetta la proposta di matrimonio di Marcel, inoltre Damon Salvatore le offre la cura per il vampirismo che potrà avere a tempo debito. 
Marcel decide di abbandonare New Orleans insieme a Rebekah, e con loro tutti gli altri vampiri della città, dopo aver istruito Declan (il cugino di Camille) a governare tutelando gli interessi della comunità umana. 
Freya, con un incantesimo, trasferisce parte del Vuoto nel corpo di Klaus in Elijah per alleviare la sua sofferenza, inoltre lei e Keelin chiedono a Vincent di aiutarle ad avere un bambino e lui accetta. 
Klaus passa un'ultima giornata con Caroline e i due si scambiano un ultimo bacio, poi trascorre una piacevole serata a cenare con la sua famiglia, infine lui e Hope si danno il loro addio. 
Elijah spezza il paletto in due, con la promessa che qualunque cosa li attenda dopo la morte la affronteranno insieme, infine con i due pezzi del paletto di legno della quercia bianca i due fratelli si trafiggono al cuore a vicenda, morendo insieme al Vuoto, e i loro corpi si dissolvono in cenere.

## Episodi
Il backdoor pilot, ovvero l'episodio Conseguenze di The Vampire Diaries, è andato in onda in prima visione assoluta su The CW il 25 aprile 2013, mentre in Italia è stato trasmesso in prima visione assoluta su Mya di Mediaset Premium il 30 maggio 2013. Una versione dell'episodio contenente alcune scene eliminate a causa dell'adattamento a episodio di The Vampire Diaries è stato distribuito gratuitamente negli Stati Uniti sul sito della CW dal 22 luglio 2013.
La prima stagione è stata trasmessa in prima visione assoluta su The CW dal 3 ottobre 2013 al 13 maggio 2014, la seconda dal 6 ottobre 2014 all'11 maggio 2015, la terza dall'8 ottobre 2015 al 20 maggio 2016, la quarta dal 17 marzo al 23 giugno 2017, la quinta e ultima dal 18 aprile al 1º agosto 2018.
In Italia, la prima stagione è andata in onda in prima visione assoluta su Mya di Mediaset Premium dal 9 febbraio al 6 luglio 2014, la seconda dal 22 febbraio al 21 giugno 2015; la terza stagione è stata trasmessa su Premium Action dal 14 aprile all'8 settembre 2016, la quarta dal 2 novembre 2017 al 25 gennaio 2018, la quinta e ultima dal 17 ottobre 2018 al 9 gennaio 2019.

In chiaro, la prima stagione è stata trasmessa su La5 dal 22 dicembre 2015 al 1º marzo 2016, la seconda dal 9 giugno al 27 luglio 2016, la terza dal 1º dicembre 2016 al 27 aprile 2017, la quarta dal 13 giugno al 25 luglio 2018, la quinta e ultima dal 4 al 15 novembre 2019. 
| Stagione         | Episodi | Prima TV USA | Prima TV Italia |
| ---------------- | ------- | ------------ | --------------- |
| Prima stagione   | 22      | 2013-2014    | 2014            |
| Seconda stagione | 22      | 2014-2015    | 2015            |
| Terza stagione   | 22      | 2015-2016    | 2016            |
| Quarta stagione  | 13      | 2017         | 2017-2018       |
| Quinta stagione  | 13      | 2018         | 2018-2019       |

## Personaggi e interpreti
- Klaus Mikaelson (stagioni 1-5), interpretato da Joseph Morgan, doppiato da Emiliano Coltorti.
- Elijah Mikaelson (stagioni 1-5), interpretato da Daniel Gillies, doppiato da Guido Di Naccio.
- Rebekah Mikaelson (stagione 1, ricorrente stagioni 2-5[25]), interpretata da Claire Holt, doppiata da Valentina Favazza.
- Hayley Marshall (stagioni 1-5[26]), interpretata da Phoebe Tonkin, doppiata da Myriam Catania.
- Marcel Gerard (stagioni 1-5), interpretato da Charles Michael Davis, doppiato da Fabrizio Vidale.
- Sophie Deveraux (stagione 1[27]), interpretata da Danielle Pineda, doppiata da Chiara Gioncardi.
- Camille O'Connell (stagioni 1-3; guest star stagioni 4-5[28]), interpretata da Leah Pipes, doppiata da Letizia Scifoni.
- Davina Claire (stagioni 1-3; ricorrente stagione 4; ospite stagione 5[29]), interpretata da Danielle Campbell, doppiata da Rossa Caputo.
- Vincent Griffith (stagioni 2-5; ospite stagione 1; ricorrente stagione 2[30]), interpretato da Yusuf Gatewood, doppiato da Christian Iansante.
- Freya Mikaelson (stagioni 3-5; ricorrente stagione 2[31]), interpretata da Riley Voelkel, doppiata da Joy Saltarelli.
- Hope Mikaelson (stagione 5, ospite stagione 1; ricorrente stagioni 2-4), interpretata da Summer Fontana (ricorrente stagione 4, ospite stagione 5[32]) e da Danielle Rose Russell (stagione 5), doppiata da Lucrezia Marricchi (stagione 5).
- Joshua "Josh" Rosza (stagione 5, ricorrente stagioni 1-4[33]), interpretato da Steven Krueger, doppiato da Raffaele Carpentieri.

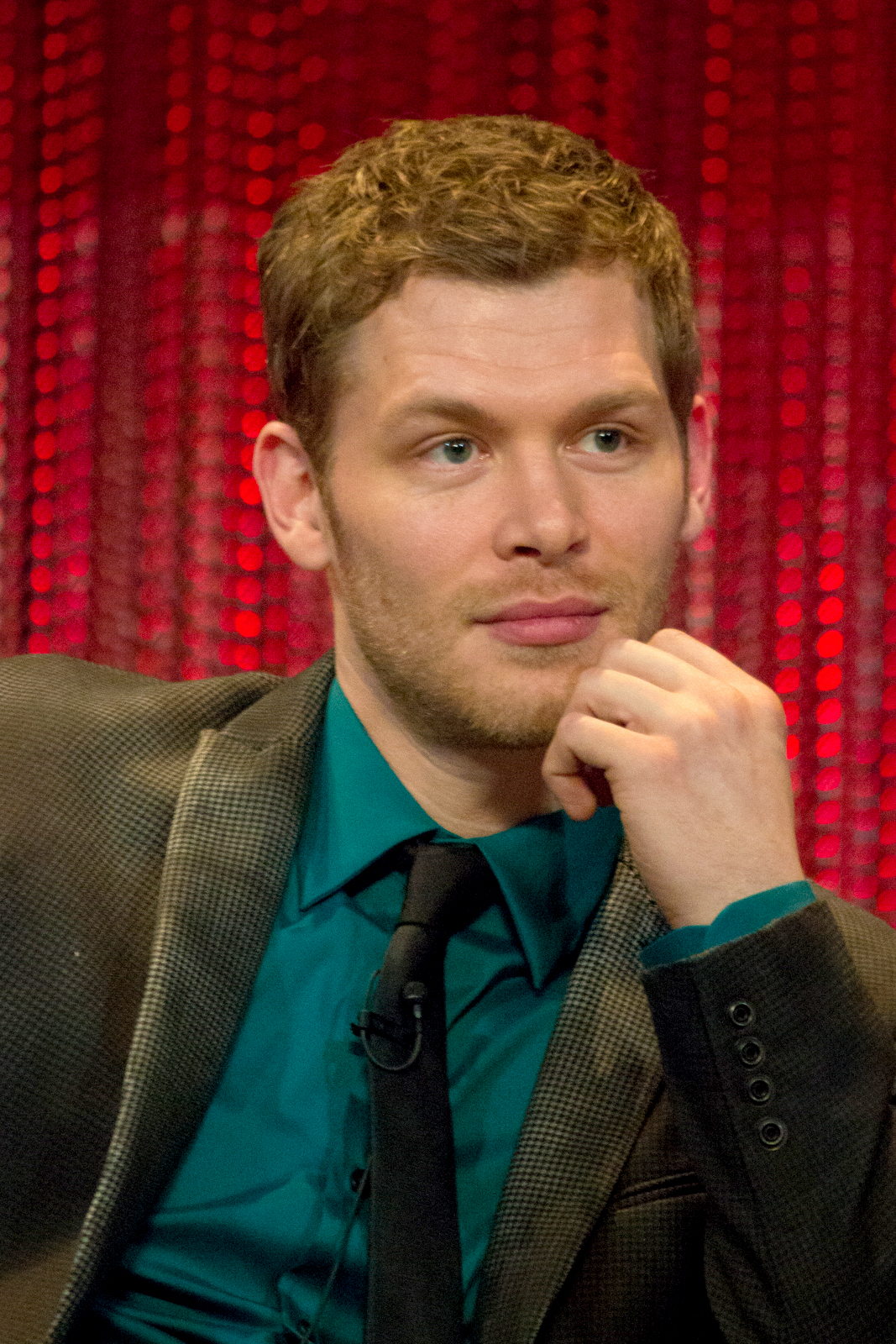
Joseph Morgan interpreta Klaus Mikaelson.
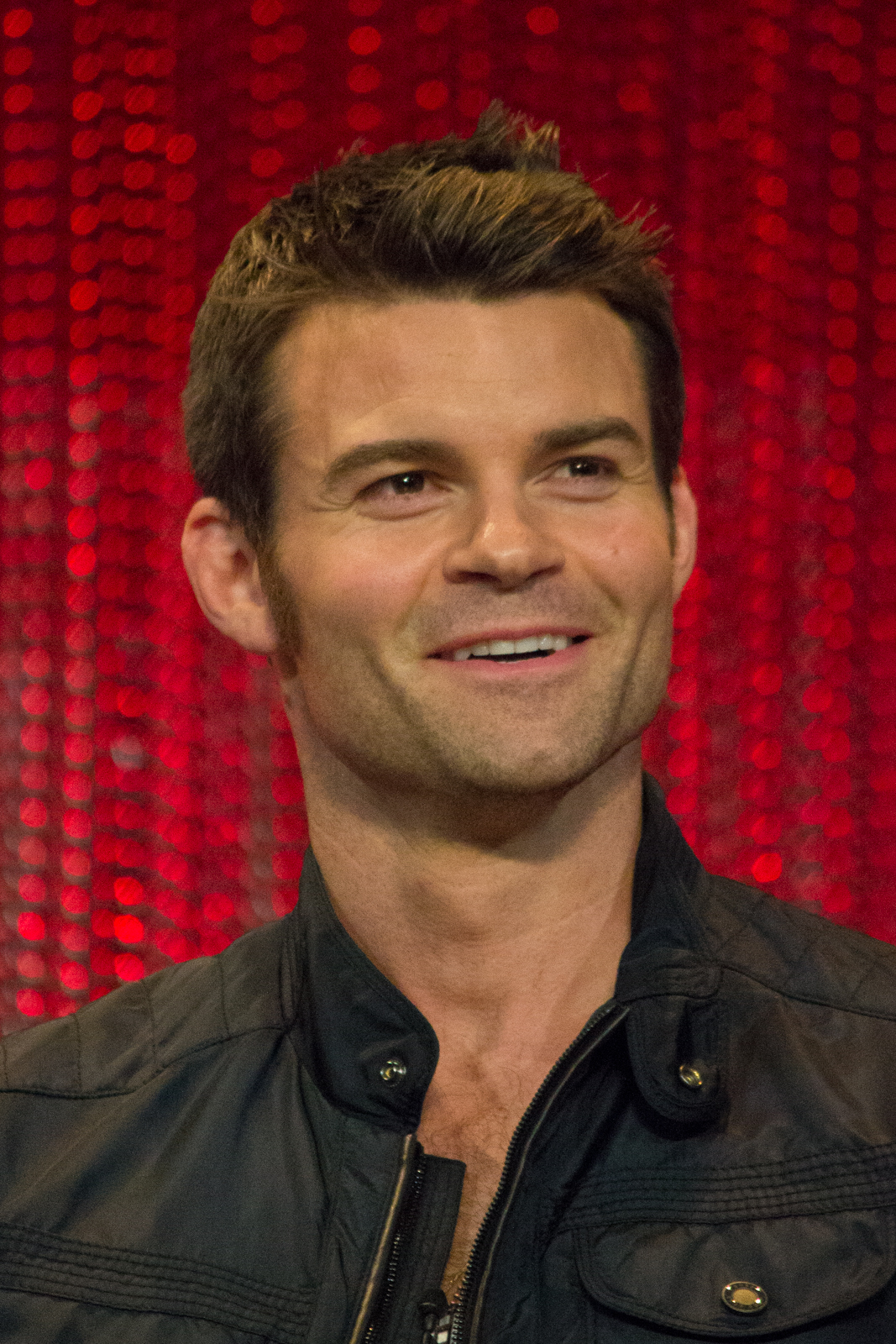
Daniel Gillies interpreta Elijah Mikaelson.
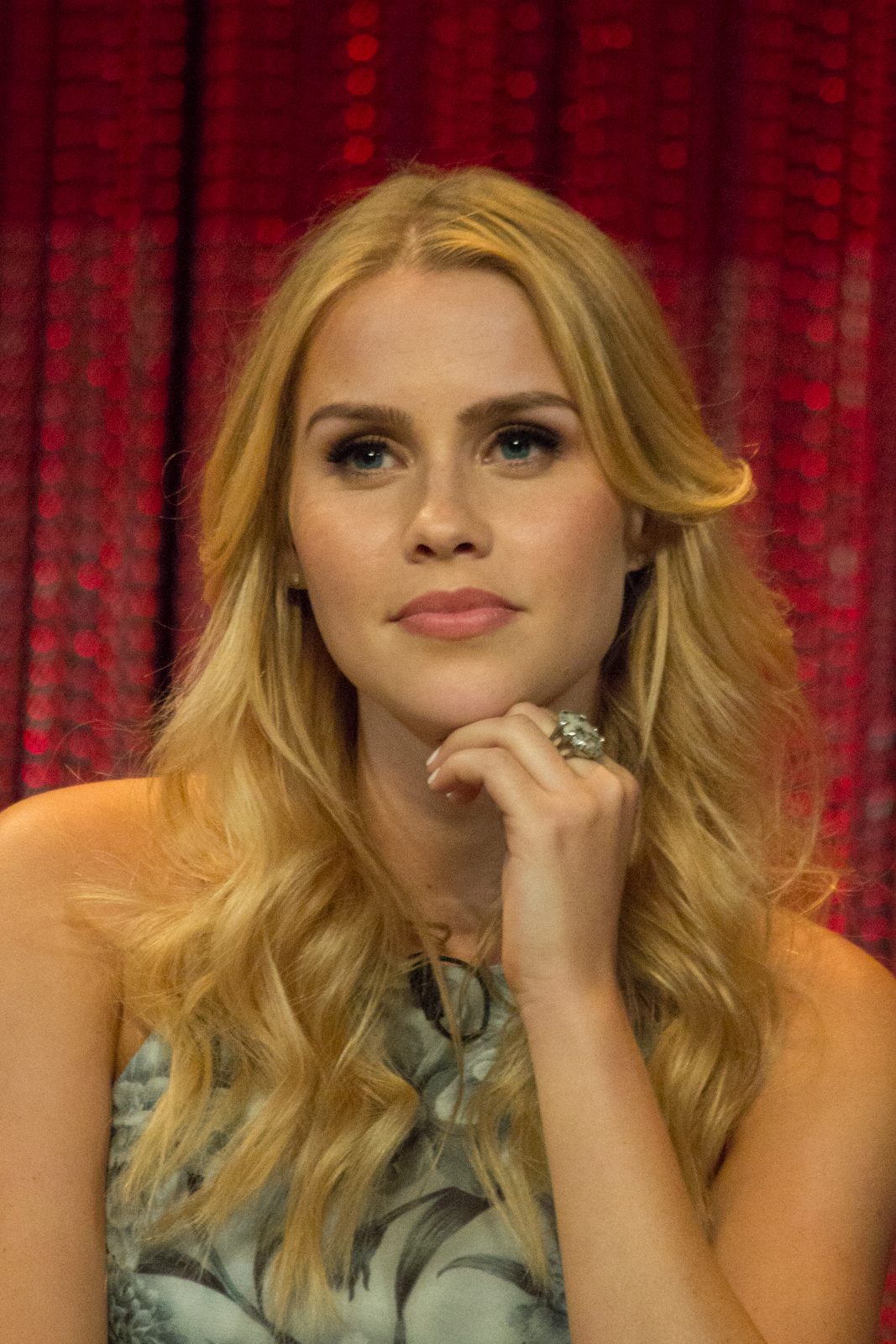
Claire Holt interpreta Rebekah Mikaelson.
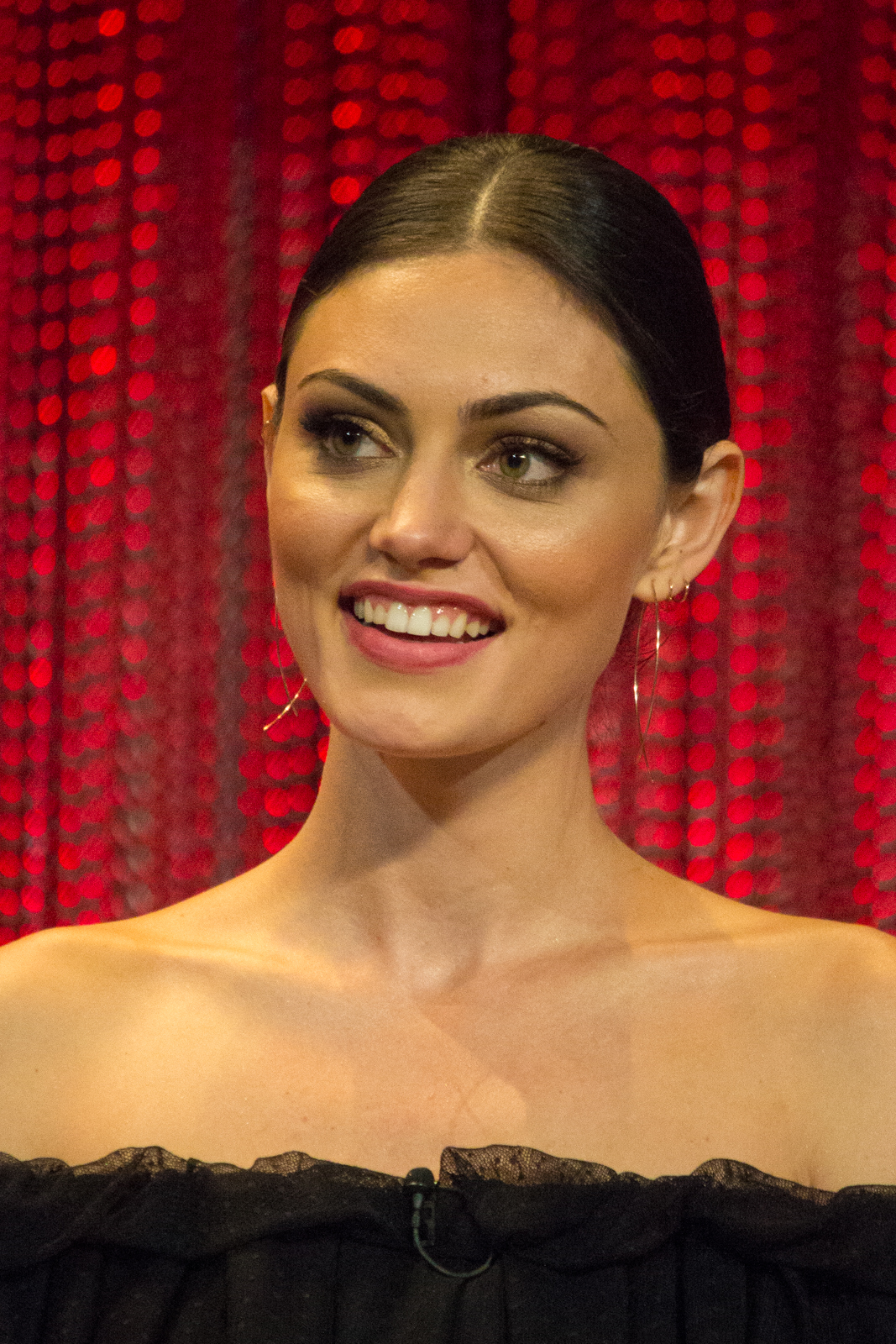
Phoebe Tonkin interpreta Hayley Marshall.
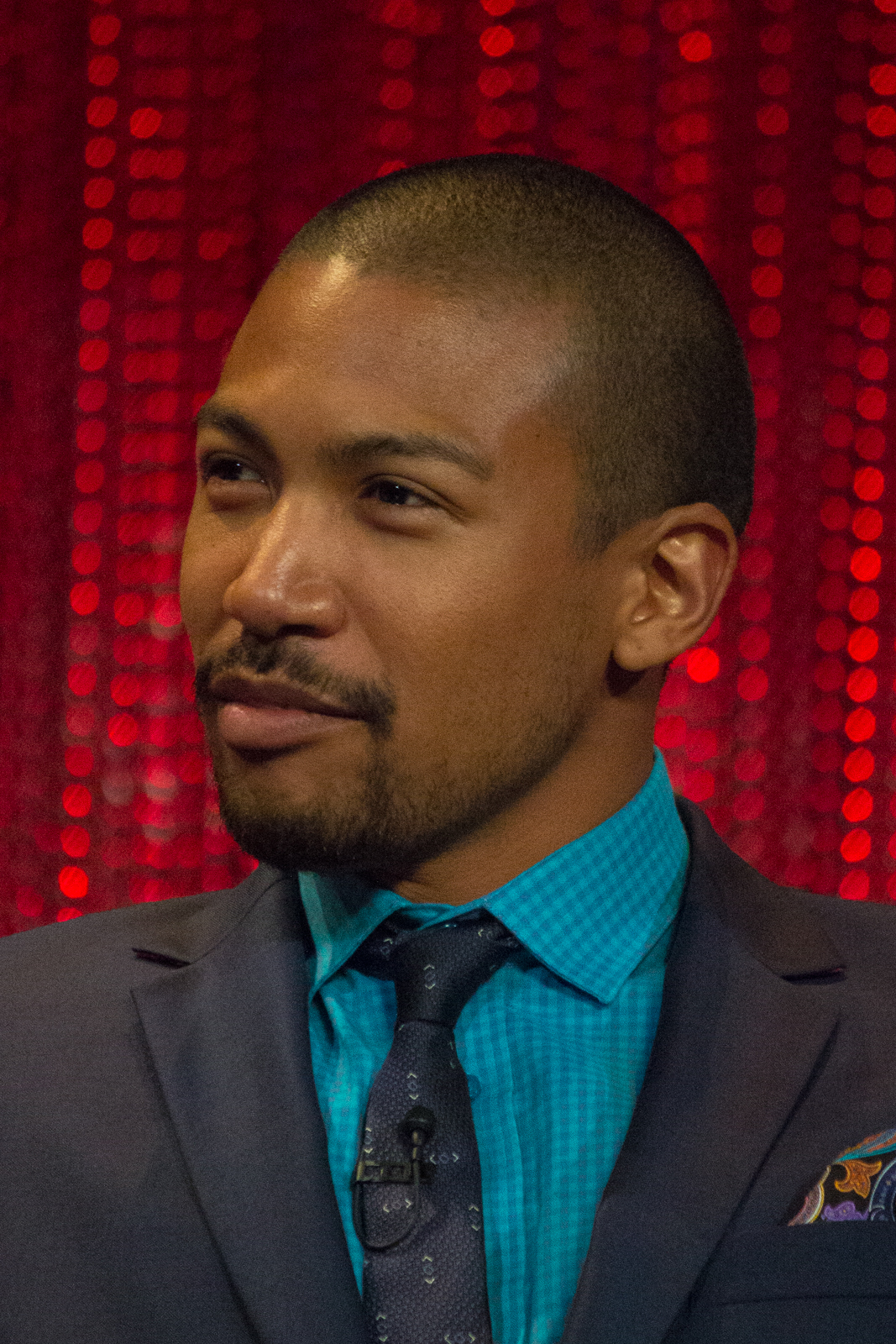
Charles Michael Davis interpreta Marcel Gerard.
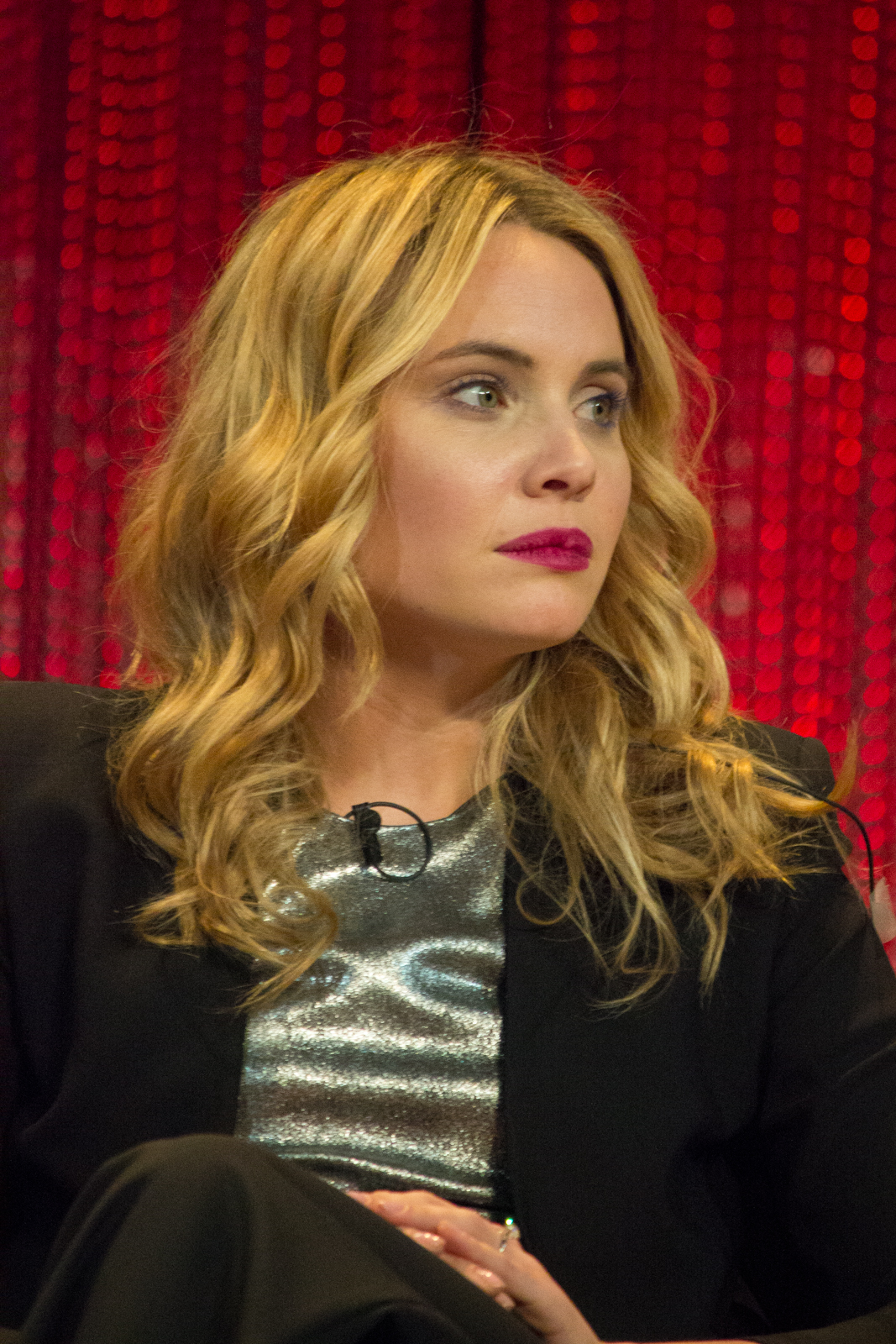
Leah Pipes interpreta Camille O'Connell.
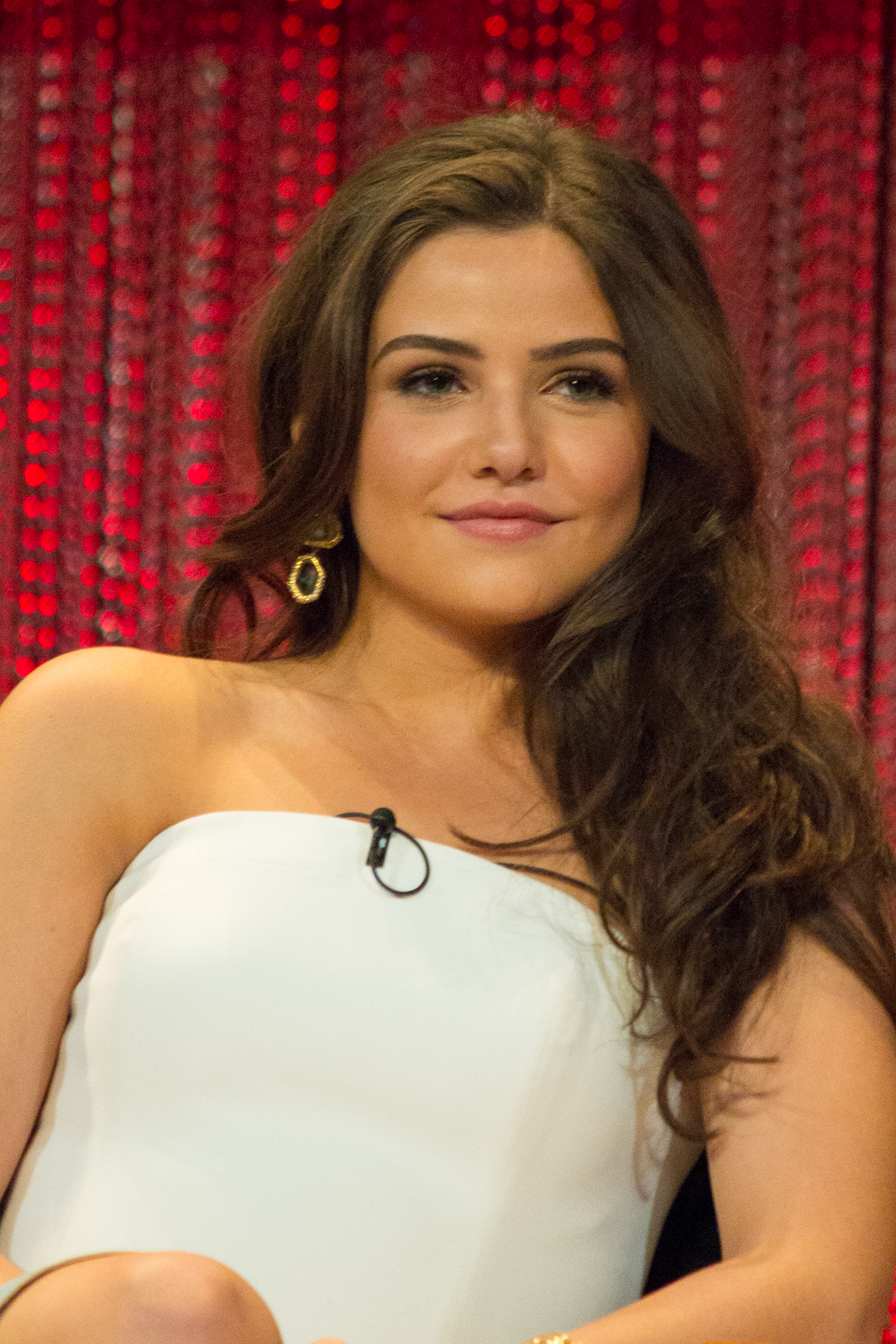
Danielle Campbell interpreta Davina Claire.

## Universo diThe Originals
La serie condivide un universo con le serie The Vampire Diaries e Legacies.

## Premi e riconoscimenti
- 2014 - People's Choice Awards
  - Miglior attore in una nuova serie televisiva a Joseph Morgan
  - Nomination per la Miglior nuova serie televisiva drammatica
- 2014 - Primetime Creative Arts Emmy Award
  - Nomination Migliori acconciature per una serie multi-camera o speciale a Colleen Labaff e Kimberley Spiteri, per l'episodio Papà Tunde
- 2014 - Teen Choice Awards
  - Nomination attore nella categoria serie televisive Sci-Fi/Fantasy per Joseph Morgan
  - Nomination attrice nella categoria serie televisive Sci-Fi/Fantasy per Claire Holt
- 2015 - Teen Choice Awards
  - Nomination attore nella categoria serie televisive Sci-Fi/Fantasy per Joseph Morgan

## Colonna sonora
La colonna sonora originale della serie è stata composta da Michael Suby. Gli episodi includono inoltre una selezione di canzoni non originali.

## Edizioni in DVD e Blu-ray
| Stagione completa | Date di uscita    | Date di uscita     | Date di uscita          | Date di uscita    |
| Stagione completa | Regione 1         | Regione 2 (Italia) | Regione 2 (Regno Unito) | Regione 4         |
| ----------------- | ----------------- | ------------------ | ----------------------- | ----------------- |
| 1ª                | 2 settembre 2014  | 12 febbraio 2015   | 13 ottobre 2014         | 24 settembre 2014 |
| 2ª                | 1º settembre 2015 | 17 febbraio 2016   | 19 ottobre 2015         | 16 dicembre 2015  |
| 3ª                | 20 settembre 2016 | 26 aprile 2017     | 17 ottobre 2016         | 6 dicembre 2017   |
| 4ª                | 29 agosto 2017    | N/D                | 23 ottobre 2017         | 4 luglio 2017     |
| 5ª                | 2 ottobre 2018    | N/D                | 15 ottobre 2018         | 4 dicembre 2018   |

## Romanzi
Dalla serie TV è stata tratta una trilogia di romanzi scritta da Julie Plec. L'edizione originale è stata pubblicata da Harlequin Enterprise, mentre quella italiana dalla Newton Compton Editori.
- The Originals - The Rise (The Originals: The Rise).

Pubblicato in inglese il 27 gennaio 2015, in italiano il 18 febbraio 2016.
- The Originals - Solo tu (The Originals: The Loss).

Pubblicato in inglese il 31 marzo 2015, in italiano il 13 aprile 2017.
- The Originals - Resurrection (The Originals: The Resurrection).

Pubblicato in inglese il 26 maggio 2015, in italiano il 19 luglio 2018.

## Spin-off

### The Originals: The Awakening
The Originals: The Awakening è una webserie spin-off di The Originals, distribuita da The CW sul proprio sito e narra fatti avvenuti nel 1914, quando il vampiro originale Kol Mikaelson cercò di allearsi con le streghe del quartiere francese di New Orleans. La webserie si compone di quattro webisodi dalla durata di circa 2 minuti, scritti da Carina Adly MacKenzie e diretti da Matt Hastings.

#### Personaggi principali
- Kol Mikaelson, interpretato da Nathaniel Buzolic.
- Mary-Alice Claire, interpretata da Keri Lynn Pratt.
- Astrid Malchance, interpretata da Aleeah Rogers.

#### Webisodi
| n° | Titolo                | Pubblicazione USA |
| -- | --------------------- | ----------------- |
| 1  | The Awakening: Part 1 | 10 novembre 2014  |
| 2  | The Awakening: Part 2 | 17 novembre 2014  |
| 3  | The Awakening: Part 3 | 24 novembre 2014  |
| 4  | The Awakening: Part 4 | 8 dicembre 2014   |

#### Trama
The Awakening: Part 1
Nella New Orleans del 1914, la strega Mary-Alice Claire si allea con Kol Mikaelson contro Klaus, facendo scatenare una guerra tra le streghe alleate con Klaus e quelle alleate con Kol.
The Awakening: Part 2
Kol insegna a Mary-Alice e ad Astrid, una strega alleata, ad usare un nuovo tipo di magia che aveva imparato sulle coste del Mar Rosso. Astrid e Mary-Alice hanno creato numerosi oggetti oscuri, ma Kol vuole che le due streghe lo aiutino a creare un pugnale in grado di paralizzare Klaus.
The Awakening: Part 3
Astrid e Mary-Alice provano a trasformare un pugnale d'argento in oro, ma il processo richiede una forza maggiore del previsto. Kol propone di prendere un diamante in grado di canalizzare l'energia magica. Il monile è custodito nella casa della vedova Fauline, una donna benestante che frequenta la sua famiglia. Mary-Alice rivela a Kol che la vedova Fauline esce di casa solo per la messa domenicale, quindi Kol si reca nella chiesa di St. Anne e massacra l'intera chiesa, compresa la vedova Fauline.
The Awakening: Part 4
Kol, Mary-Alice e Astrid entrano nella casa della vedova Fauline per cercare il diamante e Kol, dopo averlo trovato, scappa diretto verso il cimitero. Egli viene però fermato da Klaus, che gli confisca il diamante. Mary Alice e Astrid rimangono intrappolate nel cottage di Fauline a causa di un incantesimo delle streghe di Klaus. Da quel momento la casa diventa un luogo di confinamento per streghe. La trama della webserie si integra con l'episodio della seconda stagione Vecchi rancori, nel quale viene mostrato, a differenza del webisodio, ciò che accade tra Kol e Klaus all'esterno della casa di Fauline.

### Legacies
In data 11 maggio 2018 è stato annunciato che The CW avrebbe prodotto una serie televisiva spin-off dal titolo Legacies per la stagione televisiva 2018-2019. La serie ha per protagonista Hope Mikaelson, interpretata da Danielle Rose Russell.